# Anatole Liebermann
Pour les articles homonymes, voir Liebermann.
Anatole Liebermann est un violoncelliste russe, né à Moscou en 1948.

## Biographie
Prix d’Excellence du Conservatoire Tchaïkovsky, il a été le membre fondateur et le violoncelliste du Trio Tchaïkovsky, formation de renommée internationale, qui s’est produite sur les scènes mondiales. 
Lors d’une tournée aux Etats-Unis, le Washington Post souligne « la noblesse et la pureté » de son jeu ; le Los Angeles Times remarque son goût raffiné, sa brillante technique et la sonorité riche et chaleureuse de son instrument. Il est régulièrement invité en soliste. 
Il est le dédicataire du Concerto-Elégie pour violoncelle et orchestre d'Elena Firsova en 2008. Il compte une importante discographie. Il fut professeur à l’Ecole Normale de Musique de Paris/Alfred Cortot. 
Il joue actuellement sur un violoncelle de Giovanni Grancino de 1712,.

## Discographie
- Rachmaninov : Trio Elegiaque, Op. 9 ; Chostakovitch, Trio en mi mineur Op. 67, Dynamic, 1986
- Chostakovitch : Piano Trio Op.67 / Piano Quintet, Ondine, 1989
- Tchaïkovsky : Piano Trio, The Seasons, Musicaimmagine, 1993
- Antonin Dvorak : Trio Dumky Op. 90 ; Bedrich Smetana : Trio Op.15, Musicaimmagine, 1995[3]

## Sources
1. ↑  « Concerts La Madeleine - Les Dimanches Musicaux », sur www.concerts-lamadeleine.com (consulté le 7 mars 2021)
2. ↑  Jean-Jacques Boildieu, « Concert Spirituel », sur jeanjacques-boildieu.fr, 2016 (consulté le 7 mars 2021)
3. ↑  « Recordings of Op. 67 », sur web.archive.org, 14 avril 2009 (consulté le 7 mars 2021)